# Lydia Teuscher
Lydia Teuscher (* 1975 in Freiburg) ist eine deutsche Opern-, Konzert- und Liedsängerin (Sopran).

## Leben
Lydia Teuscher studierte Gesang u. a. in Cardiff und Mannheim und war von 2006 bis 2008 Ensemblemitglied an der Sächsischen Staatsoper Dresden, wo sie Partien des lyrischen Sopranfachs wie Pamina (Die Zauberflöte), Gretel (Hänsel und Gretel), Ännchen (Der Freischütz), Susanna (Le nozze di Figaro) und Valencienne (Die lustige Witwe) darstellte. An der Bayerischen Staatsoper debütierte sie 2009 als Ighino in Hans Pfitzners Palestrina und trat dort im September 2011 als Pamina auf.
Weitere Engagements führten sie zum Glyndebourne Festival, zum Aix-en-Provence Festival, zur Salzburger Mozartwoche, als Pamina an die Deutsche Staatsoper Berlin und als Cherubino zum Saito Kinen Festival Matsumoto, Japan. In der Spielzeit 2016/17 gab sie ihre Debüts als Susanna am Staatstheater Karlsruhe sowie am Hyogo Performing Arts Center, Japan. Einen wichtigen Schwerpunkt in ihrem Wirken stellen auch die Solopartien zahlreicher barocker und klassischer Messen und Oratorien dar.

## Preise und Auszeichnungen
- Bundeswettbewerb Gesang Berlin (2002)

## Repertoire (Auswahl)

### Opernrollen
- Ännchen (Der Freischütz)
- Cherubino (Le nozze di Figaro)
- Gretel (Hänsel und Gretel)
- Hero (Béatrice et Bénédict)
- Pamina (Die Zauberflöte)
- Susanna (Le nozze di Figaro)
- Valencienne (Die lustige Witwe)
- Zerlina (Don Giovanni)

### Konzert- und Liedrepertoire
- Johann Sebastian Bach: Messe h-moll BWV 232 und zahlreiche andere Vokalwerke
- Johannes Brahms: Ein deutsches Requiem
- Joseph Haydn: Messe Nr.5 „Cäcilienmesse“
- Joseph Haydn: Die Schöpfung[3]
- Michael Haydn: Requiem B-Dur
- Georg Friedrich Händel: Messiah
- Woltgang Amadeus Mozart: Messe c-moll
- Lieder der Romantik mit Klavierbegleitung, u. a. auch in mehrstimmigen Besetzungen[4].

## Diskografie (Auswahl)
CD
- Michael Haydn: Requiem B-Dur. Lydia Teuscher, Manami Kosani, Julian Prégardien, KammerChor Saarbrücken, Kammerphilharmonie Mannheim, Georg Grün. Carus 2006
- Joseph Haydn: Messe Nr.5 „Cäcilienmesse“. Lydia Teuscher, Marianne Beate Kielland, Markus Schäfer, Harry van der Kamp, Anima Eterna Brugge Choir & Orchestra, Jos van Immerseel. Carus 2007.
- Johann Sebastian Bach: Messe h-moll BWV 232. Lydia Teuscher, Ida Falk Winland, Tim Mead, Samuel Boden, Neal Davies, Arcangelo, Jonathan Cohen. Hyperion 2013

DVD/Bluray
- Franz Lehár: Die lustige Witwe. Sächsische Staatsoper. MediciArts 2007
- Wolfgang Amadeus Mozart: Le nozze di Figaro. Lydia Teuscher als Susanna, Glyndebourne Opera House. Opus Arte, 2012